# Pieter Smits Janszoon
Pieter Smits Janszoon (Bergambacht, gedoopt 14 oktober 1714 – aldaar, begraven 25 augustus 1784) was een Nederlandse schout.

## Leven en werk
Smits werd in 1714 geboren als zoon van Jan Janse Smits en Maria van Gilst. Smits vervulde diverse bestuurlijke functies in de Krimpenerwaard. Hij was schout van Ammerstol en schout van Berkenwoude en Achterbroek. Op een, in 1755 door de Hoornse klokkengieter Joan Nicolaus Derck gegoten, klok in de kerk van Berkenwoude staan onder anderen de namen en de wapens van de schout Pieter Smits en zijn echtgenote Lena Kok. Van 1759 tot 1784 was hij schout van 's-Heeraertsberg en Bergambacht. Daarnaast was hij secretaris en penningmeester van het hoogheemraadschap Krimpenerwaard.
Smits was getrouwd met Lena Huigen Kock, dochter van een schepen van Ammerstol. Hij overleed in augustus 1784 op 69-jarige leeftijd in Bergambacht. Zijn  zoon Jan werd maire en schout van Bergambacht en hoogheemraad van de Krimpenerwaard.